# Xã Coe, Michigan
Xã Coe (tiếng Anh: Coe Township) là một xã thuộc quận Isabella, tiểu bang Michigan, Hoa Kỳ. Năm 2010, dân số của xã này là 3.079 người.